# Густирна
Густирна је насељено место у саставу општине Марина, Сплитско-далматинска жупанија, Република Хрватска.

## Историја
До територијалне реорганизације у Хрватској налазила се у саставу старе општине Трогир.

## Становништво
На попису становништва 2011. године, Густирна је имала 349 становника.
| Број становника по пописима | Број становника по пописима | Број становника по пописима | Број становника по пописима | Број становника по пописима | Број становника по пописима | Број становника по пописима | Број становника по пописима | Број становника по пописима | Број становника по пописима | Број становника по пописима | Број становника по пописима | Број становника по пописима | Број становника по пописима | Број становника по пописима | Број становника по пописима |
| --------------------------- | --------------------------- | --------------------------- | --------------------------- | --------------------------- | --------------------------- | --------------------------- | --------------------------- | --------------------------- | --------------------------- | --------------------------- | --------------------------- | --------------------------- | --------------------------- | --------------------------- | --------------------------- |
| 1857                        | 1869                        | 1880                        | 1890                        | 1900                        | 1910                        | 1921                        | 1931                        | 1948                        | 1953                        | 1961                        | 1971                        | 1981                        | 1991                        | 2001                        | 2011                        |
| 585                         | 0                           | 52                          | 268                         | 264                         | 301                         | 0                           | 0                           | 514                         | 404                         | 495                         | 399                         | 755                         | 694                         | 370                         | 349                         |

Напомена: У 1869., 1921. и 1931. подаци су садржани у насељу Марина. Од 1880. до 1910. исказивано је као део насеља. У 1981. и 1991. садржи податке за насеља Дограде и Најеви. У 2001. смањено је издвајањем насеља Дограде и Најеви.

### Попис1991.
На попису становништва 1991. године, насељено место Густирна је имало 694 становника, следећег националног састава:
| Попис 1991.‍ | Попис 1991.‍ | Попис 1991.‍ | Попис 1991.‍ | Попис 1991.‍ |
| ----------- | ----------- | ----------- | ----------- | ----------- |
|             |             |             |             |             |
| Хрвати      | Хрвати      |             | 669         | 96,39%      |
| Југословени | Југословени |             | 2           | 0,28%       |
| Мађари      | Мађари      |             | 1           | 0,14%       |
| Црногорци   | Црногорци   |             | 1           | 0,14%       |
| непознато   | непознато   |             | 21          | 3,02%       |
| укупно: 694 |             |             |             |             |